# 에릭 번

에릭 번(Eric Berne, 1910년 5월 10일 ~ 1970년 7월 15일)은 캐나다의 정신과 의사이며, 1957년에 교류 분석 (Transactional Analysis : TA)을 제창했다.

## 같이 보기
- 심리 게임